# The Best of September
The Best of September je kompilacijski album skupine September. Album vsebuje skladbe, ki so že prej izšle na njihovih albumih in singlih. Album je izšel ob ponovni obuditvi skupine leta 2003.

## Seznam skladb
| Št.             | Naslov                           | Pisec                                     | Z albuma               | Dolžina |
| --------------- | -------------------------------- | ----------------------------------------- | ---------------------- | ------- |
| 1.              | „Domovino moja‟                  | T. Asanović/J. Bončina/T. Asanović        | Domovina moja (1979)   | 3:56    |
| 2.              | „Ostavi trag‟                    | J. Bončina/D. Topić/P. Ugrin              | Zadnja avantura (1976) | 4:01    |
| 3.              | „Luduj s nama‟                   | J. Bončina                                | /                      | 4:27    |
| 4.              | „Noč kradljivaca‟                | J. Bončina                                | Zadnja avantura (1976) | 4:08    |
| 5.              | „Za tvoj rođendan‟               | J. Ogrin, T. Asanović/J. Bončina/J. Ogrin | Domovina moja (1979)   | 3:20    |
| 6.              | „Mala lady‟                      | T. Asanović/J. Bončina/T. Asanović        | Domovina moja (1979)   | 3:26    |
| 7.              | „Florida‟                        | J. Bončina                                | Domovina moja (1979)   | 5:42    |
| 8.              | „Potop‟                          | J. Bončina                                | Zadnja avantura (1976) | 4:15    |
| 9.              | „Život nema pravila‟             | J. Bončina/J. Bončina/P. Ugrin            | Zadnja avantura (1976) | 3:47    |
| 10.             | „Vrijeme gospodar‟               | J. Bončina                                | Zadnja avantura (1976) | 4:47    |
| 11.             | „Mom gospodinu pristojna pjesma‟ | J. Bončina/M. Maćešić/T. Asanović         | Domovina moja (1979)   | 8:29    |
| 12.             | „Zadnja avantura‟                | J. Bončina/J. Bončina/P. Ugrin            | Zadnja avantura (1976) | 5:09    |
| 13.             | „Čudna vremena‟                  | J. Bončina/D. Levski/M. Malikovič         | Domovina moja (1979)   | 6:05    |
| 14.             | „Kolo‟                           | J. Bončina                                | Domovina moja (1979)   | 3:49    |
| Skupna dolžina: | Skupna dolžina:                  | Skupna dolžina:                           | Skupna dolžina:        | 65:21   |

## Zasedba

### September
- Janez Bončina Benč – solo vokal pri vseh skladbah, razen pri (1); kitare: Gibson Les Paul, Fender Stratocaster pri (3, 4, 8, 9, 10, 12)
- Tihomir Pop Asanović – Hammond B3, Fender Stage Piano, Hohner D6, Arp 2600 pri vseh skladbah
- Braco Doblekar – Latin percussion, sopranski saksofon, vokal pri vseh skladbah
- Petar Ugrin – električna violina, klavir, vokal pri (2, 3, 4, 8, 9, 10, 12)
- Čarli Novak – Fender Jazz Bass, vokal pri (2, 3, 4, 8, 9, 10, 12)
- Ratko Divjak Rale – Asba in Tama bobni, percussion pri (2, 3, 4, 8, 9, 10, 12)
- Marjan Malikovič – kitare: Gibson Les Paul Custom, Ovation Acoustics, vokal pri (1, 5, 6, 7, 11, 13, 14)
- Jadran Ogrin – Fender Precision Bass, Fender Jazz Bass, vokal pri (1, 5, 6, 7, 11, 13, 14)
- Nelfi Depangher – Ludwig bobni, vokal pri (1, 5, 6, 7, 11, 13, 14)

### Gostje v kompoziciji »Ostavi trag«
- Jernej Podboj - vokal
- Peter Čare - vokal
- Boris Šinigoj - vokal
- Godalni orkester RTV Ljubljana